# Кобия
Кобия, или нигрита, или рыба-сержант, или канадус (лат. Rachycentron canadum) — вид лучепёрых рыб из отряда Carangiformes, единственный представитель рода кобий, или нигрит (Rachycentron) и семейства кобиевых (Rachycentridae).
У рыбы гладкое, вытянутое, торпедообразное тело и плоская, широкая голова. Длина рыбы составляет до 1,80 м, вес — 70 кг. Тело тёмно-коричневого цвета с белыми участками на брюхе. Спинной плавник представлен 7—11 короткими прочными шипами, не соединёнными перепонкой. Анальный плавник длинный и имеет от 2-х до 3-х жёстких и от 22-х до 28-и мягких лучей.
Кобия живёт в прибрежных, пелагических водах всех тропических и субтропических морей. Эта хищная рыба охотится на других рыб, а также крабов и кальмаров.

## Описание
Достигает максимальной длины 2 метра и максимального веса 68 кг.
Тело удлиненной веретенообразной формы (торпедообразное), голова плоская и широкая. Глаза небольшие, нижняя челюсть немного выступает за верхнюю челюсть. На челюстях, языке и нёбе два ряда зубов в форме ворсинок. Гладкое тело покрыто мелкой чешуей, темно-коричневая окраска спины постепенно переходит на боках к светло-серым тонам, брюхо серебристо-белое. Вдоль боков различимы две продольные полосы. Полосы могут быть не ярко выражены за исключением нерестового периода, когда окраска рыб становится более яркой и рыбы принимают выраженный полосатый вид.
Крупные грудные плавники обычно находятся в горизонтальном положении, поэтому при подводных наблюдениях этих рыб можно спутать с небольшими акулами. При извлечении из воды пойманной рыбы, горизонтально расположенные грудные плавники позволяют кобии оставаться в вертикальном положении, а энергичное сопротивление делает их опасными.
Первый спинной плавник состоит из 6—9 коротких, прочных и острых шипов, не соединенных перепонкой. Второй мягкий спинной плавник с 31 лучами — длинный, серповидной формы. Анальный плавник такой же формы и длины с 2—3 колючими лучами и 24 членистыми (мягкими) лучами. Хвостовой плавник у половозрелых особей вильчатый в форме полумесяца, темно-коричневого цвета. Верхняя лопасть длиннее нижней. Название семейства Rachycentridae происходит от греческого rhachis — спинной хребет — и kentron — жало, что вероятно связано с характерным видом спинного плавника. Плавательный пузырь отсутствует.

## Сходные виды
Семейство кобиевых (или нигритовых), несомненно близкое к ставридовым, а в известной степени также к рыбам-прилипалам, включает только один вид. Имеет сходство с близкородственной реморой из семейства прилипаловые (Echeneidae). Однако у кобии отсутствует присоска, тело более полное и плавники более развиты и более вильчатые, а не округлые. Молодь с заметными полосками черного и белого цвета. У молоди хвостовой плавник более округлый, а не вильчатый как у взрослых рыб.

## Распространение и местообитания
Кобии — крупные пелагические рыбы, обычно ведут одиночный образ жизни за исключением ежегодных нерестовых скоплений, однако, часто наблюдаются большие группы рыб у рифов, остовов затонувших кораблей, свайных сооружений, буёв и других препятствий. Заходят в эстуарии и мангровые заросли в погоне за добычей. Распространены в прибрежных водах всех субтропических и тропических морей восточной и западной Атлантики, в Карибском море, в Индийском океане от Индии до Австралии и у тихоокеанского побережья Японии. Самый крупный экземпляр, отловленный спиннингом у берегов Австралии, весил 60 кг. Эвритермные рыбы, выдерживают широкий диапазон температур от 1,6 до 32,2 °C. Эвригалинные рыбы, устойчивые к изменениям солености от 5 до 44,5 ‰.

## Питание
Питается преимущественно крабами, кальмарами и пелагическими рыбами. В частности их добычей могут стать хвостоколы Dasyatis marianae. Часто кобии следуют за крупными животными, такими как акулы, черепахи и скаты, в надежде на остатки пищи. Кобия очень любопытная рыба, не испытывает страха от лодок и иногда преследует пойманных рыбаками рыб вплоть до борта лодки. Нападения других рыб на взрослых особей кобии документально не зафиксировано, однако, наблюдения рыбаков говорят о питании акулы-мако взрослыми особями кобии во время их весенних миграций в Мексиканском заливе. Известно, что молодью кобии нередко питаются взрослые корифены (Coryphaena hippurus).

## Жизненный цикл
Кобии образуют большие нерестовые скопления в пелагиали прибрежных вод. Самки выметывают большое количество мелкой (до 1,2 мм в диаметре) икры. Оплодотворенная икра перемещается течениями в толще воды. Личинки также ведут пелагический образ жизни, практически беззащитны в течение первой недели до момента развития глаз и рта. Кобии относятся к быстрорастущим рыбам. Самцы впервые созревают в возрасте 2-х лет, а самки — в возрасте 3-х лет. Продолжительность жизни особей обеих полов — до 15 лет. Нерест происходит в светлое время суток в апреле-сентябре. Икрометание порционное, самки могут выметывать икру до 30 раз за сезон с интервалом 1—2 недели. Кобии часто заражены паразитами, такими как нематоды, трематоды, цестоды, копеподы, скребни.

## Миграции
Кобия совершает сезонные миграции вдоль побережья в поисках вод с предпочитаемой температурой. После зимовки в Мексиканском заливе мигрируют на север, пересекая в марте прибрежные воды Флориды и достигая летом побережья штата Мэриленд.

## Хозяйственное значение
Ценная дорогостоящая рыба с плотным и очень вкусным мясом. Однако самостоятельного промыслового значения не имеет, поскольку ведёт одиночный образ жизни и промысловых скоплений не образует. Представляет большой интерес для спортивных рыбаков. В официальном списке рекордов рыб, выловленных на морской спиннинг, значится кобия весом 46,4 кг. Является объектом аквакультуры. Мясо кобии обычно реализуется в свежем виде. Готовят на гриле или в виде отварного филе.

## Аквакультура
Кобии считаются одним из наиболее привлекательных в мире кандидатов для тепловодной марикультуры в открытых водах. Высокая скорость роста при содержании в садках, а также исключительное качество мяса делают этих рыб одними из самых важных объектов марикультуры будущего.
В настоящее время кобий подращивают в береговых бассейнах, прудах или прибрежных садках, а затем в морских садках в открытых водах во многих регионах Азии и вдоль побережья США, Мексики и Панамы. В Тайване молодь кобии массой 100—600 г переводят в морские садки и за 1—1,5 года выращивают до 6—8 кг, что является приемлемым размером для экспорта в Японию. Сейчас около 80 % морских садков в Тайване выделено для марикультуры кобии. В 2004 году по данным ФАО 80,6 % мировой продукции кобии приходилось на КНР и Тайвань. Третьим мировым производителем является Вьетнам, где вырастили 1500 тонн кобии в 2008 году. Успех марикультуры кобии в Тайване и развитие технологий выращивания позволило наладить воспроизводство этой рыбы в погружных садках в Пуэрто-Рико и на Багамских островах.
Большие глубины под морскими садками, сильные течения и значительное расстояние от берега позволяют снизить возможное отрицательное влияние марикультуры на окружающую среду. Использование морских садков в открытых водах может стать наиболее экологически приемлемым методом для коммерческой марикультуры рыб. Однако некоторые проблемы при выращивании кобий еще существуют, и для увеличения продукции эти проблемы необходимо разрешить. В числе основных проблем называют высокую смертность вследствие стресса при транспортировке в морские садки, а также заболевания рыб как при начальном подращивании, так и в море.